# Fagradalsfjall
Pour les articles homonymes, voir Fagradalsfjall (homonymie).
La Fagradalsfjall ([ˈfaɣraˌtalsˌfjatl̥], ), toponyme islandais signifiant littéralement en français « la montagne de la belle vallée » d'après la Fagridalur, « la belle vallée », située au nord-ouest, est une montagne et volcan d'Islande situé dans le Sud-Ouest du pays, dans le centre de la Reykjanesskagi. Système volcanique longtemps peu actif et isolé de toute construction et activité humaine, il entre dans une série d'éruptions à partir de 2021 après 800 ans de calme éruptif dans la péninsule.

## Géographie
La Fagradalsfjall est située dans l'extrême Sud-Ouest de l'Islande, sur la Reykjanesskagi qui s'avance dans l'océan Atlantique, au sud-ouest de la capitale Reykjavik et au sud-est de l'aéroport international de Keflavík ; les villes les plus proches sont Grindavík au sud-ouest sur la côte sud de la péninsule et Vogar au nord-nord-ouest sur sa côte nord. Les environs immédiats de la montagne sont déserts, loin de toute construction ou activité humaine, les infrastructures les plus proches étant représentées par la route 427 passant au sud, la route 43, le long de laquelle se trouve le Lagon bleu et la centrale géothermique de Svartsengi, passant à l'ouest et la route 41 plus loin au nord. La Fagradalsfjall en elle-même se présente sous la forme d'un plateau allongé orienté nord-est-sud-ouest et culminant à 385 mètres d'altitude à son rebord septentrional nommé Langhóll.
Elle constitue un des volcans d'un vaste système incluant des fissures volcaniques et d'autres bouches éruptives comme le Keilir. Ce volcan est entouré par deux autres systèmes volcaniques, le Svartsengi à l'ouest et le Krýsuvík à l'est. Il est parfois considéré comme étant lui-même un système à part entière.

## Histoire

### Accident aérien

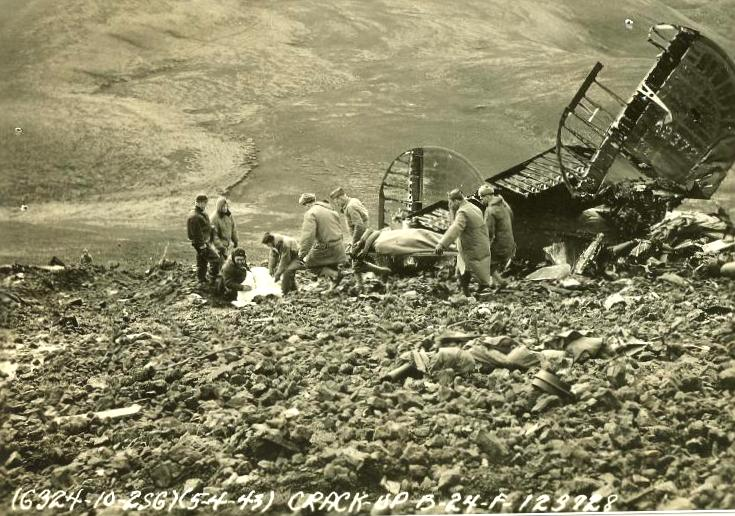
Des responsables de l'armée américaine récupèrent les corps des victimes de l'accident d'avion en 1943.

Le 3 mai 1943, un avion Consolidated B-24 Liberator de l'United States Army Air Forces s'écrase sur le flanc de la montagne, tuant le lieutenant général et commandant de toutes les forces américaines de l'European Theater of Operations Frank Maxwell Andrews et quatorze autres personnes. L'appareil venait des États-Unis et était en phase d'approche pour atterrir à Keflavik. Il n'y eut qu'un seul survivant qui vit les secours arriver au bout de 24 heures. Quelques débris du crash peuvent encore être retrouvés sur les lieux de l'accident.

### Éruption de 2021

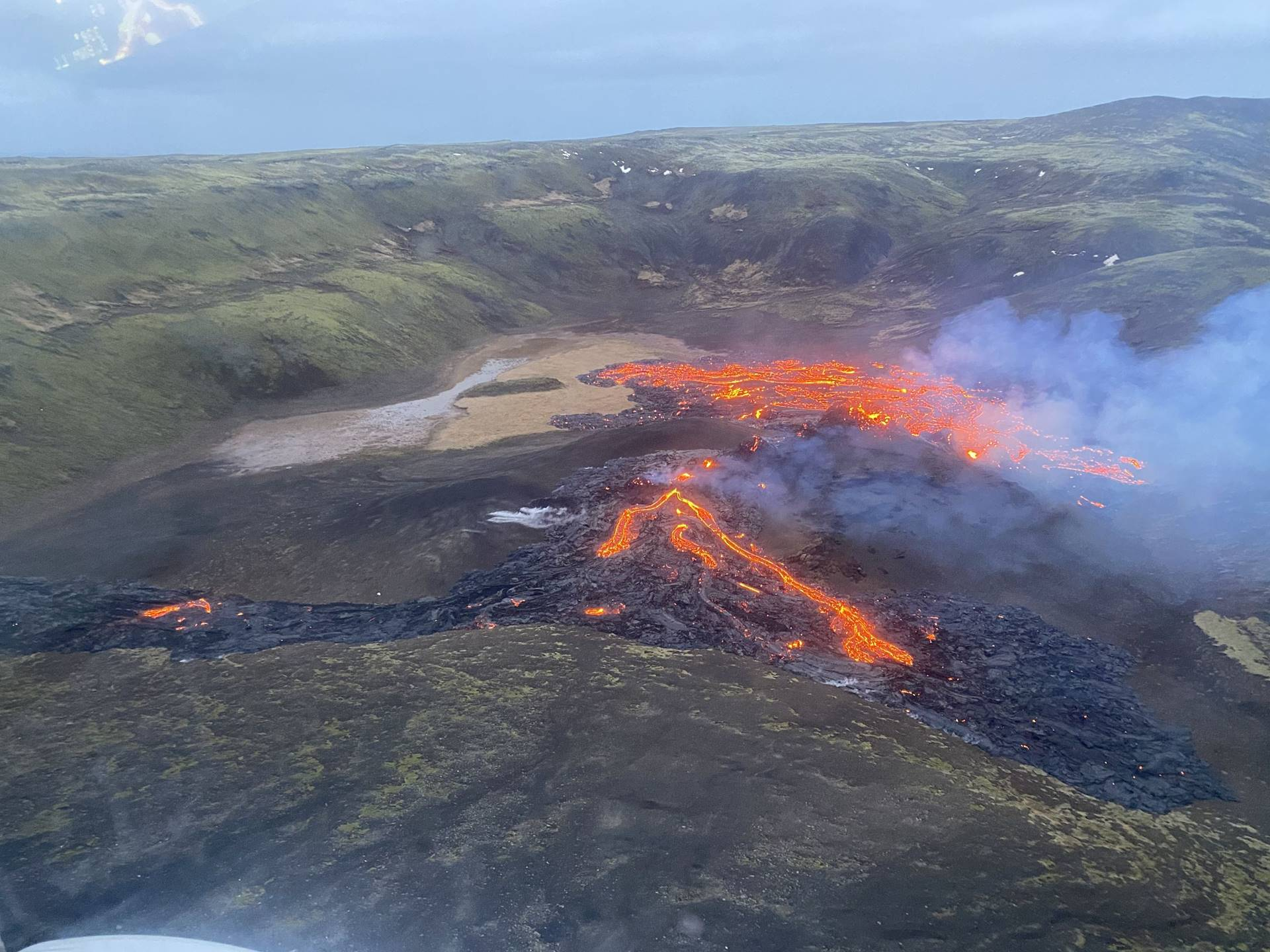
Vue aérienne de l'éruption dans la Geldingadalir le 20 mars 2021, lendemain de l'ouverture des fissures : les coulées de lave sont encore peu étendues et les cônes volcaniques commencent à s'édifier.

À partir de la fin 2020, l'activité sismique augmente fortement sous le volcan, faisant craindre une éruption à court terme dans le secteur, la première depuis le XIIe siècle,,. Une éruption du Keilir est d'abord envisagée. Mais l'éruption a finalement lieu à plusieurs kilomètres au sud-ouest. Elle débute le 19 mars 2021 dans la soirée lorsque des témoins rapportent des rougeoiements dans les nuages ; une reconnaissance aérienne des garde-côtes d'Islande permet de constater l'apparition d'une fissure d'environ 200 mètres de long dans la Geldingadalir, littéralement en français « la vallée des hongres », un vallon sur le flanc est de la montagne. Cette nouvelle fissure fait partie du système volcanique de la Fagradalsfjall mais ce n'est pas la montagne stricto sensu qui est en éruption, les autorités et la population parlant d'ailleurs de la Geldingadalsgos, en français « l'éruption de la Geldingadalir » ; ce phénomène est le même que celui observé en 1783 lorsque des fissures s'ouvrent au Laki alors qu'elles sont issues du système volcanique du Grímsvötn.

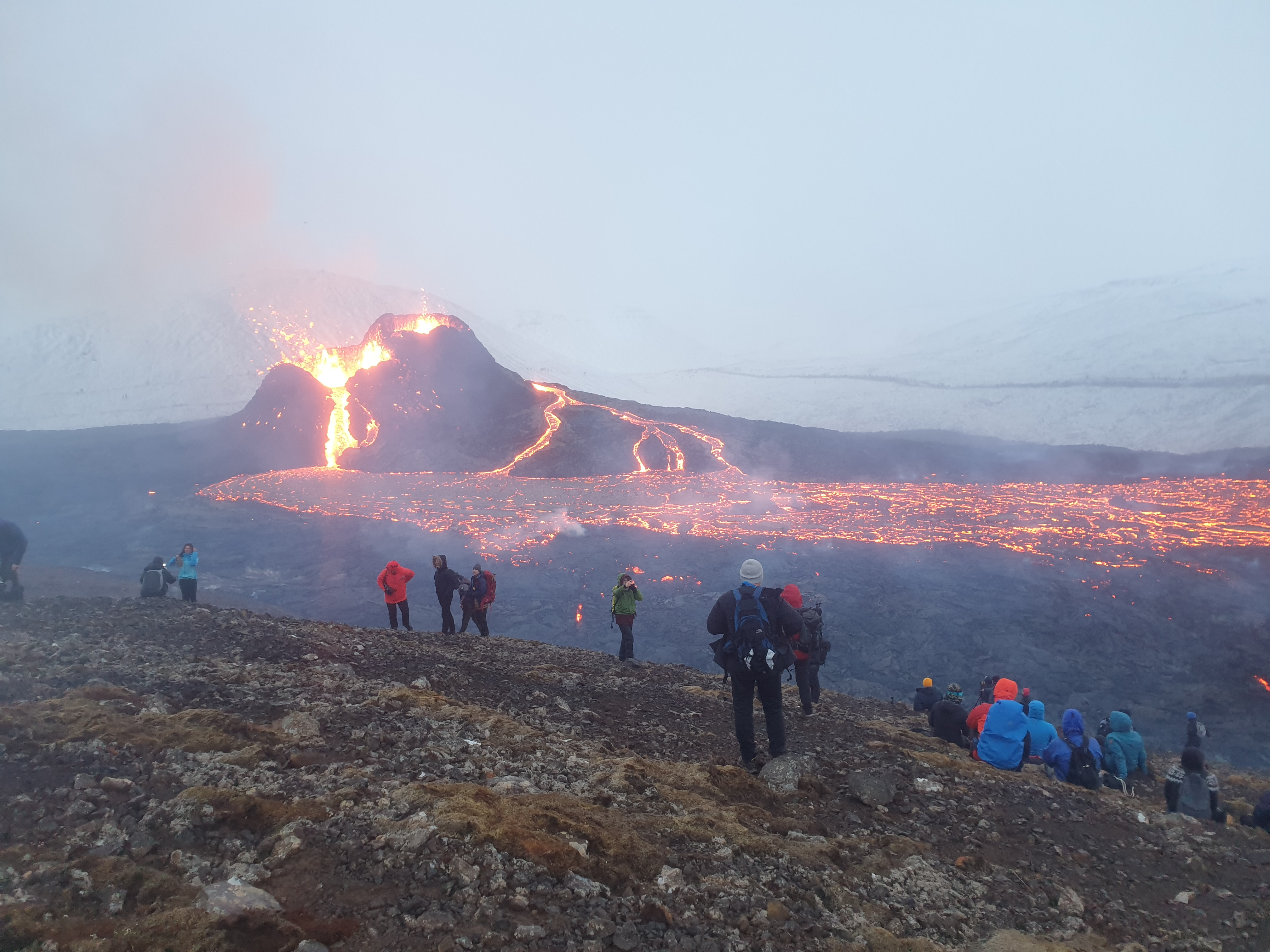
Visiteurs à la Geldingadalir le 24 mars 2021 devant la lave sortant des cônes de scories.

De la fissure s'échappe de la lave basaltique très fluide qui construit en quelques heures deux petits cônes de scories,. La configuration des lieux, une petite vallée en cuvette, fait que la coulée de lave qui s'éloigne de la fissure est piégée par le relief, elle est par conséquent peu étendue mais a tendance à s'épaissir. Les émanations de gaz, notamment soufrés, peuvent poser problème pour les nombreux visiteurs qui se pressent sur les flancs de la montagne pour admirer l'éruption, les autorités limitant temporairement l'accès si les conditions de sécurité ne sont pas réunies. Bien qu'une zone de restriction aérienne ait été mise en place au-dessus du site de l'éruption, l'activité de l'aéroport international de Keflavík tout proche n'est pas perturbée par la présence du panache volcanique tout comme ça avait pu l'être lors de précédentes éruptions et notamment celle de l'Eyjafjöll en 2010.
Le 5 avril soit plus de deux semaines après le début de l'éruption, une nouvelle fissure de près de 200 mètres de longueur s'ouvre dans une pente dominant la Meradalir, à environ un kilomètre de la première fissure,. De la lave s'en échappe, emprunte une petite gorge sous la forme d'une étroite coulée avant de s'étaler dans le fond de la Meradalir juste à l'est. Dans la nuit du 6 au 7 avril à minuit, une troisième fissure de 150 mètres de longueur s'ouvre entre les deux premières, laissant s'échapper elle aussi une petite coulée de lave qui fusionne avec celle de la Geldingadalir et de la Meradalir, donnant naissance à un seul et unique champ de lave commun aux trois fissures.
L'activité effusive calme et continue du début de l'éruption laisse place à partir du 2 mai à une activité pulsatile, alternant des périodes de calme parfois sans aucune émission de lave notable interrompues toutes les quelques dizaines de minutes par des fontaines de lave atteignant environ 300 mètres de hauteur, la plus haute mesurée à 460 mètres de hauteur, et visibles notamment depuis Reykjavik. Le doublement du débit de lave émise au cours de ce nouveau comportement éruptif laisse penser aux volcanologues qu'une partie de cette lave s'échappe par des fissures situées sous la coulée de lave et ne formant ainsi aucune fontaine. La chambre magmatique, initialement supposée relativement petite donc rapidement vidée au cours de l'éruption, pourrait s'avérer beaucoup plus grande, aboutissant à la formation d'un nouveau volcan bouclier si l'éruption se prolonge suffisamment,.
La coulée de lave, initialement bloquée dans les cuvettes de la Geldingadalir et de la Meradalir et alimentée en continu par de la lave dont le débit augmente graduellement depuis le début de l'éruption, menace de s'étendre à de nouvelles régions à partir de la mi mai. Ainsi, suivant les projections en fonction de la topographie locale, la coulée progresserait en direction du sud en empruntant deux petites vallées parallèles de part et d'autre du Stóri-Hrútur, le chemin vers le nord étant bloqué par des reliefs légèrement plus élevés. Après plusieurs centaines de mètres de progression dans ces vallées, la route côtière 427 serait atteinte par la lave puis le littoral en lui-même, recouvrant alors le Skollahraun, une plaine côtière à l'est de Grindavík. Les enjeux humains restent minimes dans cette partie de l'Islande mais deux levées en terre sont érigées le 14 mai afin de freiner voire stopper la progression de la lave dans la petite vallée de Nátthagi où des câbles de communication sont enterrés. Ces digues se révèlent inefficaces puisque celle la plus à l'est est submergée par la lave qui pénètre ainsi dans le vallon le 22 mai, et la digue la plus à l'ouest l'est le 5 juin. Le 16 septembre, une nouvelle coulée de lave se répand dans la vallée de Nátthagi conduisant les autorités à rappeler les consignes de prudence à l'attention des randonneurs. Les coulées cessent peu après et, du fait qu'aucune autre ne s'est produite dans les trois mois suivants, l'éruption est déclarée terminée le 18 décembre.

### Éruption de 2022

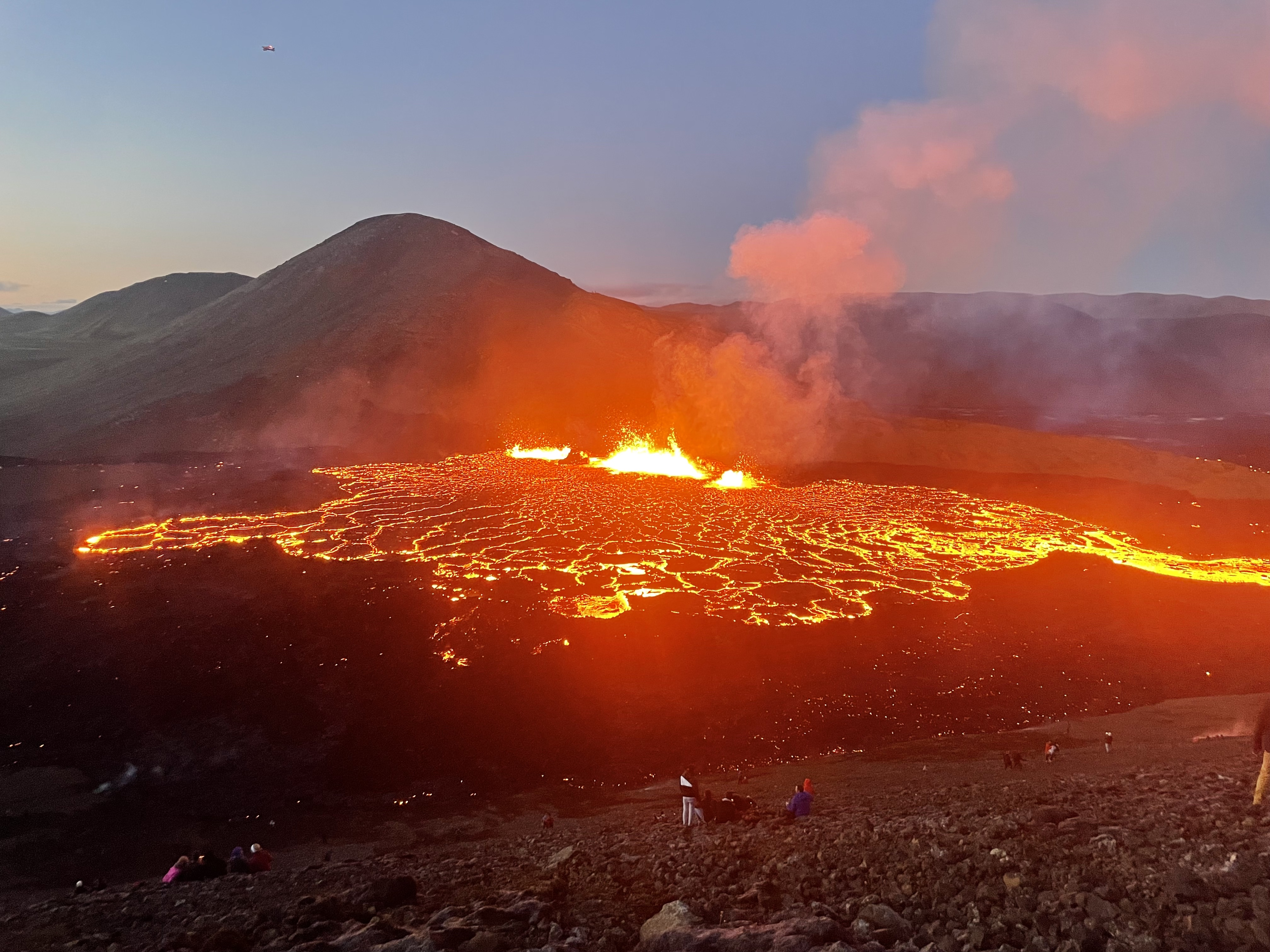
La fissure au pied de la Meradalahnúkar dans les premières heures de l'éruption le 4 août 2022.

Le 22 décembre 2021, quatre jours après la fin de l'éruption, un trémor lié à une remontée de magma se déclenche, faisant craindre une nouvelle éruption à une échéance incertaine. Le 27 décembre, la remontée de magma se poursuit ; il est alors détecté à deux kilomètres de profondeur. Après une courte mais intense crise sismique à l'été 2022, la lave refait son apparition sur les flancs de la Fagradalsfjall le 3 août 2022 vers 13 h 20,,. Une fissure de 300 mètres de longueur et orientée nord-est-sud-ouest dans le même sens que celle de l'éruption de 2021 s'ouvre sur le flanc ouest de la Meradalahnúkar, une petite colline située juste au nord-est de la Fagradalsfjall et au nord de la Meradalir, à un kilomètre au nord-est du site de l'éruption de 2021 et en bordure de son champ de lave. De la lave de même composition chimique que l'éruption précédente s'en échappe immédiatement et forme une coulée qui progresse vers le sud-est en direction de la Meradalir, recouvrant en partie le champ de lave de la précédente éruption. Supérieur à 10 m3/s au début de l'éruption, le débit moyen de lave diminue fortement au bout d'une dizaine de jours, chutant à 2 m3/s le 16 août. Au 19 août, le volume total émis est de 12 millions de mètres cubes, soit 8 % du volume de l'éruption de 2021, et le champ de lave atteint des épaisseurs de 5 à 15 mètres et jusqu'à 40 mètres autour du nouveau cratère. De par son poids, cette masse de lave fraîche exerce une pression sur la lave plus ancienne et pas encore totalement refroidie, ce qui provoque son déplacement à l'intérieur de l'ancien champ de lave et l'augmentation de son épaisseur sur 3 à 5 mètres en deux endroits en périphérie. L'éruption se termine le 21 août.

### Éruption de 2023

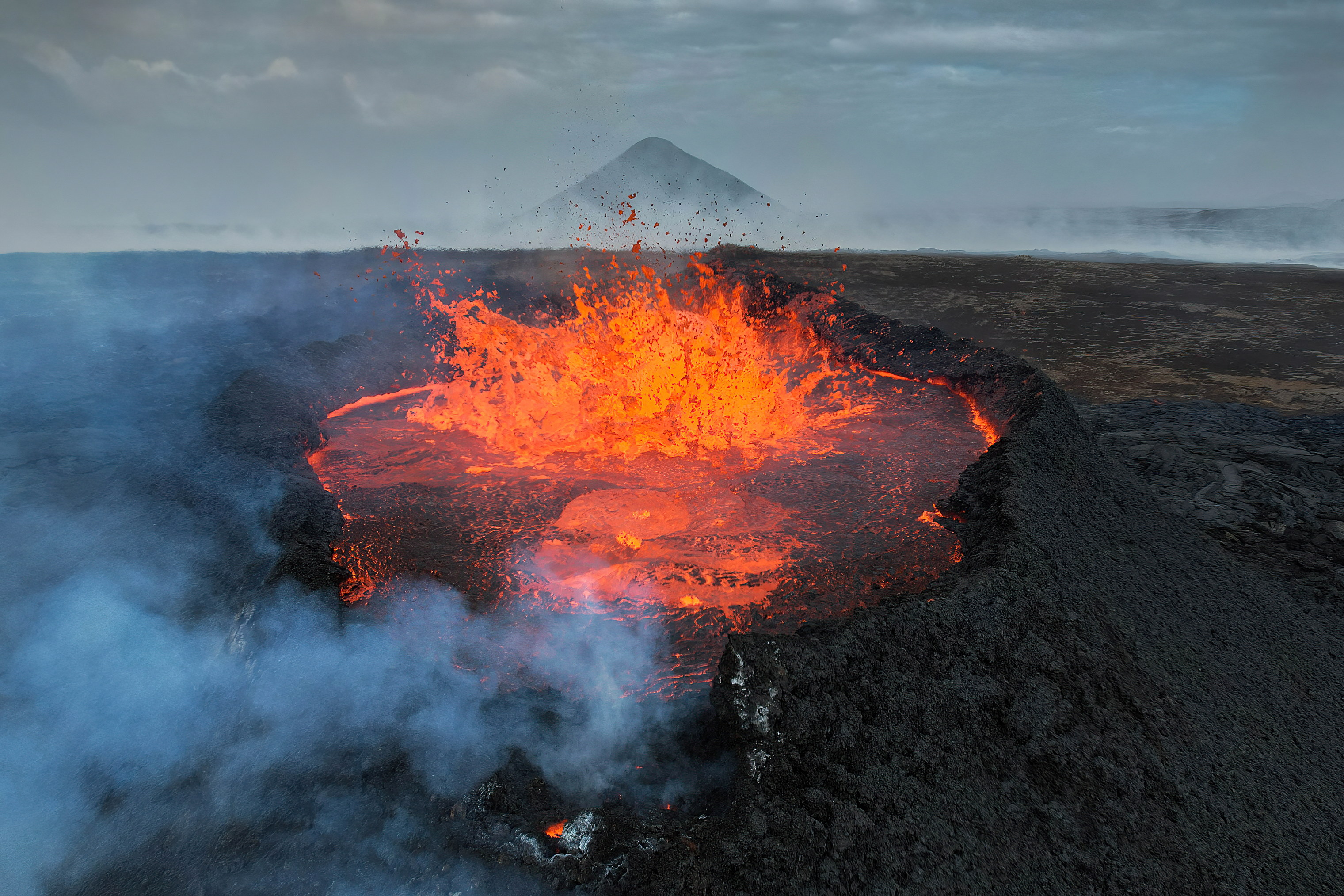
Gros plan de l'éruption le 26 juillet 2023.

Le 10 juillet 2023, après plusieurs jours de trémor intense, une fissure s'ouvre sur environ 900 mètres de longueur et laisse immédiatement s'échapper de la lave qui forme une coulée. Les premiers débits estimés laissent penser que l'éruption est plus significative que les deux précédentes. Le lendemain, l'émission de lave se concentre uniquement sur la partie centrale de la fissure et le débit se réduit à 10 m3/s. Le 24 juillet, les quantités émises de lave dépassent celles de l'éruption de 2022, le débit moyen étant alors de 8 m3/s. Le débit décroît ensuite pour atteindre 3 à 4 m3/s le 2 août pour se tarir le 5 août, marquant la fin de l'éruption.
Comme lors des précédentes éruptions sur ce site, l'afflux de visiteurs est tel que les autorités doivent encadrer voire temporairement interdire l'accès au site en raison des risques que représente ce phénomène naturel ; un étranger d'une soixantaine d'années doit être transporté inconscient à l'hôpital et son décès est déclaré le 18 juillet.

## Dans la culture
La chanteuse islandaise Björk tourne sur les flancs de la Fagradalsfjall le clip de la chanson Black Lake de son album Vulnicura sorti en 2015. De nouvelles prises de vues y sont tournées pour le clip de Sorrowful Soil sur son album Fossora sorti en septembre 2022 ; l'artiste y apparait chantant devant des coulées de lave.